# Иноземцев, Николай Викторович
Иноземцев Николай Викторович (29 декабря 1902, Хасавюрт, Дагестанская АССР — 26 апреля 1956) — учёный в области термодинамики и теории двигателей, педагог и организатор высшего технического образования. Доктор технических наук (1939), профессор (1940), заслуженный деятель науки и техники РСФСР (1945).

## Биография
В 1927 окончил МВТУ им. Н. Э. Баумана и несколько лет преподавал на кафедре «Двигатели» в Московском механическом институте имени М. В. Ломоносова.
С 1930 (года основания) работал в Московском авиационном институте. В 1937—1945 участвовал в становлении кафедры термодинамики и авиационных двигателей. В 1939 защитил докторскую диссертацию и в 1940 стал заведующим кафедрой.
Под его руководством в предвоенные годы на кафедре проведены научные работы:
- по физико-химическому исследованию и расчёту рабочего процесса авиационного двигателя с самовоспламенением — послужила основой для создания новой научной школы в области исследования рабочего процесса тепловых двигателей. Предложенные методы были применены В. К. Кошкиным, учеником Н. В. Иноземцева, в исследованиях рабочего процесса быстроходного дизеля с самовоспламенением топлива (1939—1940).
- по термодинамическому исследованию рабочего процесса карбюраторного двигателя.

В 1930—1940 сотрудниками кафедры было опубликовано около 60 научных работ, подготовлено 16 учебников и учебных пособий, а также две монографии:
- Иноземцев Н. В. Основы термодинамики и кинетики химических реакций. — М.: ВАМИ, 1940.
- Иноземцев Н. В. Исследование и расчёт рабочего процесса авиационного дизеля. — М.: Оборонгиз, 1941.

### Послевоенная деятельность
В 1945 основал кафедру «Теория воздушно-реактивных двигателей» и до 1956 заведовал ею.
В 1940—1945 — заместитель директора (ректора), в 1945—1956 (с перерывами) — директор (ректор) МАИ.
В 1951 удостоен Сталинской премии третьей степени за учебник «Авиационные газотурбинные двигатели» (1949) в соавторстве с доцентом МАИ Владимиром Степановичем Зуевым.
В 1950—1956 — член экспертного совета ВАК СССР.
Автор научных трудов в области термодинамики, теории горения, процессов в камере сгорания и теории воздушно-реактивных двигателей. Под его руководством была организована подготовка инженеров-механиков по реактивной технике, создан факультет радиоэлектроники летательных аппаратов, основан спортивный клуб МАИ, теннисный клуб.

Могила Иноземцева на Ваганьковском кладбище

Умер в 1956 году. Похоронен на Ваганьковском кладбище (14 уч.).

## Интересные факты
Весной 1955 года к 25-летию МАИ по инициативе и при непосредственном участии Николая Викторовича Иноземцева был создан нагрудный академический знак для выпускников МАИ. На одном из эскизов знака Н. В. Иноземцев изобразил МиГ-15, силуэт которого до сих пор украшает знак МАИ.

## Награды и премии
- орден Ленина (16.09.1945)
- 2 ордена Трудового Красного Знамени
- Сталинская премия третьей степени (1951)
- медали

## Память
- Имя учёного носит (с 1962 года) одна из аудиторий факультета двигателей ЛА и лаборатория кафедры теории ВРД (с 1962 года).
- На главном административном корпусе МАИ установлена мемориальная доска, посвящённая памяти выдающегося учёного (1999 год).
- 11 мая 2006 в МАИ торжественно открыта 201-я аудитории им. Н. В. Иноземцева на факультете № 2 «Двигатели летательных аппаратов».